# María Isabel Urrutia
María Isabel Urrutia-Ocoró (Candelaria, 25 marzo 1965) è una politica, ex pesista, ex discobola ed ex sollevatrice colombiana.
Nel sollevamento pesi è stata campionessa olimpica e mondiale, ed ha gareggiato in varie categorie dei pesi massimi.

## Carriera
Urrutia cominciò la sua attività sportiva nell'atletica leggera, vincendo vari titoli sudamericani nel getto del peso e nel lancio del disco sin dall'età di 16 anni, partecipando anche alle Olimpiadi di Seul 1988 in entrambe le specialità, venendo eliminata nelle qualificazioni.
Continuando a praticare le due specialità dell'atletica leggera, cominciò a dedicarsi anche al sollevamento pesi nel 1989, e proprio lo stesso anno riuscì subito a vincere la medaglia d'argento nella categoria fino a 82,5 kg. ai Campionati mondiali di Manchester 1989 con 230 kg. nel totale, dietro alla cinese Li Hongling (240 kg.).
Un anno dopo vinse il titolo mondiale ai Campionati mondiali di Sarajevo 1990 con 230 kg. nel totale.
Nel 1991 fu nuovamente medaglia d'argento ai Campionati mondiali di Donaueschingen con 240 kg. nel totale, stesso risultato della vincitrice Li Hongling.
Urrutia ritornò su un podio mondiale nel 1994 ai Campionati mondiali di Istanbul nella categoria fino a 83 kg., vincendo la medaglia d'oro con 237,5 kg. nel totale.
Nel 1995 dovette accontentarsi della medaglia d'argento ai Campionati mondiali di Guangzhou con 237,5 kg. nel totale, nel 1996 ottenne la medaglia di bronzo ai Campionati mondiali di Varsavia con 235 kg. nel totale e nel 1997 fu nuovamente medaglia d'argento ai Campionati mondiali di Chiang Mai con 235 kg. nel totale.
A seguito della ricomposizione delle categorie di peso da parte della IWF, con la riduzione del numero delle stesse da 9 a 7, nel 1998 Urrutia si collocò nella nuova categoria dei pesi supermassimi (oltre 75 kg.), partecipando ai Campionati mondiali di Lahti, dove vinse la medaglia di bronzo con 242,5 kg. nel totale.
L'anno seguente ottenne la medaglia d'argento ai Giochi Panamericani di Winnipeg 1999 con 247,5 kg. nel totale, alle spalle della statunitense Cheryl Haworth (252,5 kg.).
Nel 2000 Urrutia partecipò alle Olimpiadi di Sydney, dove il sollevamento pesi femminile fece il suo esordio come disciplina olimpica, riuscendo a rientrare nella categoria inferiore dei pesi massimi (fino a 75 kg.) e conquistando la medaglia d'oro con 245 kg. nel totale, identico risultato della nigeriana Ruth Ogbeifo e della taiwanese Kuo Yi-hang, ma che consentì comunque a Urrutia di diventare campionessa olimpica grazie al suo peso corporeo inferiore a quello delle sue due rivali; l'argento andò a Ogbeifo ed il bronzo a Kuo.
Quella vinta da Urrutia è stata la prima medaglia d'oro in assoluto vinta dalla Colombia ai Giochi Olimpici.
Dopo questa gara olimpica Urrutia decise di ritirarsi dall'attività agonistica e terminò gli studi universitari laureandosi in Educazione fisica e Sport con specializzazione in Pedagogia ed intraprendendo anche la carriera politica come membro del Parlamento colombiano dal 2002 al 2010.
Nel corso della sua carriera di sollevatrice Urrutia realizzò tre record mondiali, uno nella prova di strappo ed uno nella prova di slancio nella categoria fino a 82,5 kg., ed uno nella prova di slancio nella categoria fino a 83 kg.